# Точка без повратка
Точка без повратка је хрватско-српски филм из 2008. године. Режирао га је Игор Гало, а сценарио су писали Игор Гало и Ђорђе Милосављевић.

## Улоге
| Глумац            | Улога            |
| ----------------- | ---------------- |
| Раде Шербеџија    | бизнисмен        |
| Славко Штимац     | путник           |
| Мустафа Надаревић | старац           |
| Милена Дравић     | жена             |
| Иван Павлетић     | млади официр ЈНА |
| Иван Бркић        | путник           |